# デイヴィッド・ライス・アッチソン

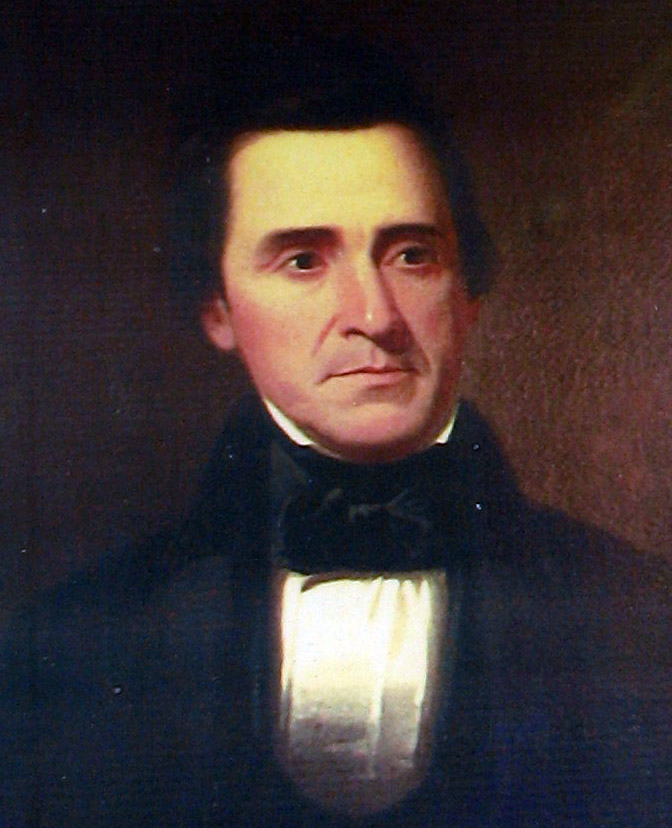
ジョージ・カレブ・ビンガムによるアッチソンの肖像画

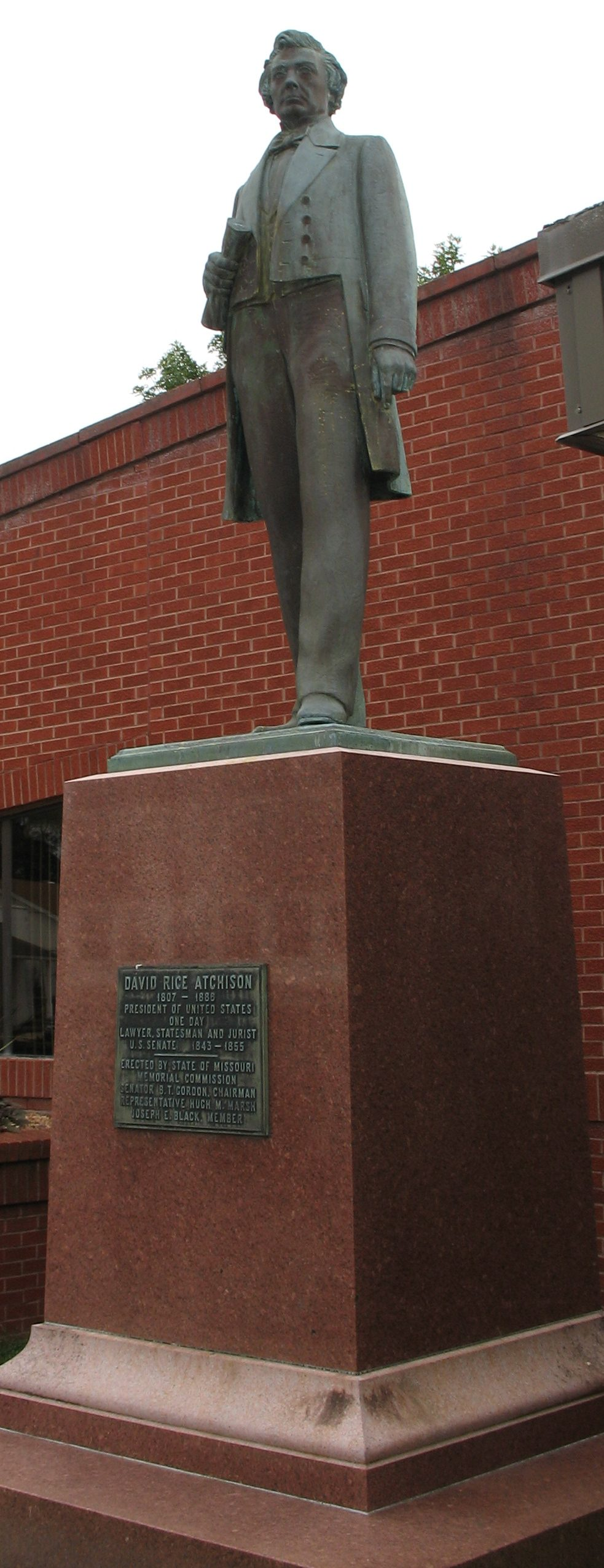
クリントン郡裁判所前のアッチソンの像

デイヴィッド・ライス・アッチソン（David Rice Atchison、1807年8月11日 - 1886年1月26日）は、19世紀中頃のアメリカ合衆国の政治家・軍人であり、民主党所属のミズーリ州選出上院議員である。上院仮議長を通算6年間務めた。ミズーリ・モルモン戦争でミズーリ州義勇民兵の少将を、南北戦争で南軍・ミズーリ州防衛隊の准将を務めた。24時間（1849年3月4日（日曜日）正午から翌日正午まで）だけ大統領代行を務めていたとされ、墓碑にもそのように書かれているが、これはほぼすべての学者によって否定されている。
アッチソンは、自らも多くの奴隷を保有する奴隷制推進活動家であり、ボーダー・ラフィアンズのリーダーとして、「血を流すカンザス」事件中のカンザス準州において奴隷制度廃止論者や自由州民たちに暴力をふるった。

## 若年期
アッチソンは、現在のケンタッキー州レキシントンで1807年8月11日に生まれた。
レキシントンのトランシルヴァニア大学で法学を学んだ。大学の同級生の中に、後に民主党上院議員となるソロモン・ダウンズ、ジェシー・ブライト、ジョージ・W・ジョーンズ、エドワード・ハネガン、ジェファーソン・デイヴィス（アメリカ連合国大統領）がいた。1829年にケンタッキー州の弁護士資格を得た。

## ミズーリ州
1830年にアッチソンはミズーリ州西部のクレイ郡リバティに移り、そこで法律事務所を開業した。また、アフリカ系アメリカ人の奴隷を使役して農場を開設した。アッチソンの法律事務所は繁栄した。最も有名な顧客は末日聖徒イエス・キリスト教会（モルモン教）創始者のジョセフ・スミスだった。アッチソンはスミスの代理人として、コールドウェル郡とデイビース郡における教徒入植地と他の入植者の土地の間の境界紛争を仲裁した。
1833年5月、アレクサンダー・ウィリアム・ドニファンがアッチソンの法律事務所に加わった。2人はすぐに友人となり、余暇には一緒にトランプをしたり、競馬に行ったり、狩りや釣りをしたりし、また、社交行事や政治集会に参加するようになった。アッチソンは、自分も既に入っていたミズーリ州義勇民兵に、ドニファンも入隊させた。
1834年、アッチソンはミズーリ州下院議員に選出された。1837年、ネイティブ・アメリカンの土地を買収し、ミズーリ州の北西の境界をミズーリ川まで延長するプラット買収に尽力した。
1838年、モルモン教徒との紛争がミズーリ・モルモン戦争に発展すると、アッチソンは州民兵の少将に任命され、双方の暴動を鎮圧した。
1838年の下院議員選挙で再選された。1841年、プラット買収でミズーリ州領となった6郡の巡回裁判所判事に任命された。1843年には、そのうちの1つで、アッチソンが居住していたプラット郡の郡委員に任命された。

## 連邦上院議員
1843年10月、ルイス・F・リン上院議員の死去に伴い後継に任命され、補欠選挙に当選した。初のミズーリ州西部出身の上院議員であり、ミズーリ州選出では当時史上最年少となる36歳での上院議員就任だった。1849年の通常選挙で再選された。
アッチソンは他の民主党上院議員から非常に人気があった。1845年12月の選挙で民主党が上院の多数党になると、アッチソンが上院仮議長に指名された。上院仮議長は、上院議長を兼務する副大統領が不在の時には上院の責任者であり、大統領の継承順位は当時は副大統領に次ぐ第2位であった。
1849年に上院仮議長はウィリアム・R・キングに交代したが、1853年12月にキングがフランクリン・ピアースから副大統領に指名されたのに伴い、アッチソンが再び上院仮議長に選出された。アッチソンは1854年12月まで上院仮議長を務めた。
アッチソンは奴隷制度と領土拡張を熱烈に支持し、テキサス併合や米墨戦争を支持した。ミズーリ州選出のもう1人の上院議員であるトマス・ベントンとは、同じ民主党所属でありながら対立していた。ベントンは1849年に奴隷制反対を宣言した。1851年の選挙で、アッチソンはホイッグ党と共闘し、ベントンはホイッグ党候補のヘンリー・S・ゲイアーに敗れて落選した。
ベントンは1854年の選挙でアッチソンに対抗するために、新しい入植地としてミズーリ川以西（現在のカンザス州とネブラスカ州）のアメリカ合衆国領土への編入を主張し始めた。アッチソンはこれに対抗して、ミズーリ妥協におけるこの地域での奴隷制禁止条項を廃止し、奴隷制を認めるかどうかの判断を地域の住民に委ねることを提案した。アッチソンの要請を受けたイリノイ州選出のスティーブン・ダグラス上院議員が、1853年11月にカンザス・ネブラスカ法を議会に提出した。この法律は1854年5月に可決成立し、カンザス準州とネブラスカ準州が成立した。

### ボーダー・ラフィアンズ
ダグラスもアッチソンも、ネブラスカ準州には自由州（アイオワ州やイリノイ州）出身者（フリーステーター）が入植し、カンザス準州にはミズーリ州などの南部の奴隷制支持者が入植することで、自由州と奴隷州の数の均衡が取れると考えていた。1854年、アッチソンはカンザス準州に奴隷制支持者のための入植地を設立した。この町（および郡）はアッチソンと名付けられた。
南部の住民はカンザス準州への入植を支持したものの、その中で実際に入植するものはほとんどいなかった。自由州出身者はネブラスカ準州よりもカンザス準州への入植を好んだ。さらに、北部の反奴隷制運動家たちはカンザス準州を、奴隷制推進派と反対派の「戦場」とみなすようになり、カンザス準州とネブラスカ準州の両方が自由州として承認されるだけの有権者を送り込むために、カンザス準州への入植を奨励する協会を設立した。
これにより、1855年3月に選出されるカンザス準州議会は自由州出身者が多くを占め、カンザス準州では奴隷制が禁止になる見込みとなった。これは、アッチソンとその支持者にとって裏切りのように見えた。怒ったアッチソンは、ミズーリ州内の奴隷制支持者に対し、カンザス準州に力ずくで奴隷制を支持させ、必要であれば「この地域の奴隷制反対論者どもを皆殺しにする」よう呼びかけた。アッチソンは、ミズーリ州内でカンザス準州を襲撃する人を大量に募った。この群衆は後に「ボーダー・ラフィアンズ」（境界のごろつき）と呼ばれることになる。そして、コロラド準州の議員選挙が行われる1855年3月30日、アッチソンは5千人のボーダー・ラフィアンズを率いてカンザス準州内に押しかけた。彼らは、銃で脅して全ての投票所を占拠し、何万票もの不正票を奴隷制推進派の候補に投じた。その結果、議会は奴隷制推進派で占められた。
このような暴挙があったにもかかわらず、連邦政府はこの選挙結果を受け入れた。選挙結果に異議を唱えた準州知事のアンドリュー・ホレイショ・リーダーを、フランクリン・ピアース大統領は解任した。
カンザス準州の住民には、奴隷制推進派よりも奴隷制反対派の方が多かった。カンザス準州では双方による相手側への襲撃が相次ぎ、「血を流すカンザス」と呼ばれた。最終的に、カンザス準州は奴隷制を拒否し、1861年に自由州として州に昇格した。
1856年5月19日から20日にかけて、反奴隷制論者のチャールズ・サムナー上院議員は、上院議場において「カンザスに対する犯罪」と題した演説を行った。サムナーは、カンザス準州におけるアッチソンとその配下の者たちによる拷問や暴力、殺人について書かれた当時の新聞や手紙などを示し、アッチソンらが行った罪を暴露した。
すでに上院議員ではなくなっていたアッチソンは、上院議場でこのような演説が行われたことを知らなかった。その2日後、アッチソンは演説を行った。演説の中でアッチソンは、テキサス州にいる、金を払って雇った者たちがカンザス準州ローレンスに侵攻しようとしていること、侵攻の当面目的が、ローレンスの新聞社が反奴隷制の記事を掲載するのを阻止することであることを明かした。
アッチソンは、この男たちがカンザスで殺戮を行うと明言し、男たちに対し、十分な報酬を与えると告げ、侵入した家から略奪するよう促した。アッチソンがテキサスで雇った部下を引き連れてきたことにより、事態はさらに悪化した。

### 再選を断念
アッチソンの2期目の任期は1855年3月3日に満了するため、アッチソンは再選を目指していた。しかし、ミズーリ州議会の民主党議員はアッチソン派とベントン派に二分され、少数党のホイッグ党は自党で候補を立てていたため、州議会は後継の上院議員を指名することができなかった。アッチソンは任期満了に伴い上院議員ではなくなり、1857年1月にジェームズ・S・グリーンが選出されるまで、2人目のミズーリ州選出上院議員は空席のままだった。

## 南北戦争
1859年から1861年にかけて、アッチソンと法律事務所のパートナーのドニファンは、ミズーリ州の進むべき道をめぐって意見が対立した。アッチソンは連邦からの独立を支持した。ドニファンは内心では連邦を支持していたが、友人に反対するのは難しいと考え、その意見を表明しなかった。
南北戦争の初期、アッチソンはミズーリ州知事で南軍派のクレイボーン・フォックス・ジャクソンに味方した。ミズーリ州兵の少将に任命されたアッチソンは、州の北部で新兵を積極的に勧誘し、1861年の夏の作戦に州兵司令官スターリング・プライス将軍とともに従軍した。1861年9月、アッチソンは3千5百人の新兵を率いミズーリ川を渡ってプライス将軍を支援し、ブルーミルズ上陸作戦で北軍を撃破した。
アッチソンは1861年末まで州兵として従軍した。1862年3月、トランス・ミシシッピ戦線において、北軍はピーリッジの戦いで決定的な勝利を収め、ミズーリ州における北軍の支配権を確保した。アッチソンはその後、戦略を巡ってプライスと対立したことを理由に軍を辞し、戦争中はテキサス州に疎開した。

## 晩年と死去
南北戦争後は全ての公職から引退し、ミズーリ州ガワー近郊の農場に住んだ。アッチソンは、南北戦争以前にしていた奴隷制を支持する発言を否定・撤回した。死去の直前に、ミズーリ州プラッツバーグ郊外にあった別荘が全焼し、アッチソンの活動が記載された様々な文書や書簡、書籍のほとんどを焼失した。
アッチソンは1886年1月26日にガワー近郊の自宅において78歳で死去した。遺体はプラッツバーグのグリーンローン墓地に埋葬された。
1991年、アッチソンは「ミズーリ州の偉人殿堂」(Hall of Famous Missourians)に殿堂入りし、ミズーリ州会議事堂にアッチソンの胸像が設置された。

## 「一日だけの大統領」という主張

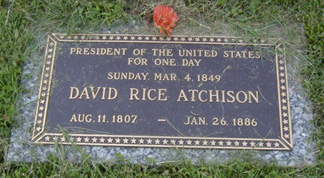
アッチソンの墓碑

1848年の大統領選挙ではザカリー・テイラーが次期大統領に選出された。当時次期大統領の就任日は3月4日だったが、1849年においては日曜日だった。前大統領のジェームズ・ポークおよびその副大統領のジョージ・ダラスの任期は3月4日正午に終了した。しかしテイラーは、この日が安息日であることを理由に3月4日に就任式典を行わず、翌3月5日正午に行った。テイラーが副大統領に指名していたミラード・フィルモアもテイラーに従った。このため、ポークが退任した3月4日正午からテイラーが就任宣誓した3月5日正午までの24時間、大統領の継承順位が副大統領に次ぐ第2位の上院仮議長であるアッチソンが大統領代行であったと、アッチソンの友人や同僚は主張した。アッチソンの墓碑には、「一日だけの合衆国大統領」(President of the United States for One Day)と刻まれている。
歴史家、憲法学者、伝記作家はみな、この主張を否定している。まず、アッチソンの上院議員1期目の任期も1849年3月4日に終了していた。上院議員選挙後の新議会の上院が3月5日に招集され、この場で新議員と新副大統領が就任宣誓を行うが、招集時には議長（副大統領）も仮議長もいないため、招集は上院書紀が行った。また、次期大統領は職務を行う前に就任宣誓を行わなければならないが、大統領の継承は宣誓の有無とは関係ないというのが一般的な見解である。仮に大統領継承に宣誓が必要だったとしても、アッチソンもまた大統領代理の就任宣誓をしていないので、この主張は通らないことになる。
アッチソン自身は、自分が大統領代理だったと主張することはなかったが、1872年9月、『プラッツバーグ・レバー』紙の記者に次のように語った。
それはこのようなことだった。: ポークは1849年3月3日土曜日の昼12時に退任した。翌3月4日は日曜日で、テイラーは就任しなかった。彼は5日月曜日の昼12時まで就任しなかった。その後、上院議員たちの間で、空位期間（国家が政権を欠いている期間）があったかどうかが議論された。空位期間があるか、もしくは、ノースカロライナ州のマンガム判事の後を継いで上院議長となった私が合衆国大統領であるかのいずれかであるのは明らかだった。判事は朝3時に私を起こし、冗談めかして「あなたが大統領なので、私を国務長官に任命してください」と言った。私はその職のふりをするつもりはなかったが、私にその資格があるのなら、私がその職に就いている間に、私が誰かを罷免することで涙を流した女子供は一人もいないということは自慢しておきたい。このようなことは、この国の政治形態においてはよくあることである。

## アッチソンに因むもの
- ミズーリ州アッチソン郡
- カンザス州アッチソン郡およびその郡庁所在地のアッチソン[25]
- アメリカ海軍の戦車揚陸艦 「アッチソン・カウンティ」(LST-60) - 上記2つの郡に因む。
- カンザス州アッチソンのアッチソン郡歴史博物館（英語版）にはアッチソンに関する展示があり、冗談で「世界最小の大統領図書館」と呼ばれている[26]。
- ケンタッキー州レキシントンのランズダウン地区の州道1974号沿いには、アッチソンの生誕地を示す銘板がある[27]。